# Mohsen Marzouk
Ne doit pas être confondu avec Moncef Marzouki.
Mohsen Marzouk (arabe : محسن مرزوق), né en juillet 1965 à Mahrès, est un homme politique tunisien.

## Biographie

### Formation
Né dans la ville de Mahrès, parent du sculpteur Hachemi Marzouk, il perd son père à l'âge de cinq ans, plongeant sa famille — sa mère illettrée, son frère et sa sœur — dans la précarité. Il est contraint de vendre du jasmin et de pratiquer la couture pour aider sa mère. C'est par l'entremise de son professeur d'anglais qu'il devient politisé au début des années 1980, le conduisant à rejoindre le mouvement lycéen, ce qui lui vaut d'être renvoyé du lycée de garçons de Sfax en 1981.
Réintégré un an plus tard, il passe son baccalauréat en 1984 et s'inscrit à l'Université de La Manouba où il fait la connaissance de Chokri Belaïd. Tous deux sont arrêtés en 1987, détenus au secret, maltraités puis enrôlés de force dans l'armée, passant plus d'un an en plein désert dans le camp de Rjim Maâtoug. Gracié en 1988 par le nouveau président Zine el-Abidine Ben Ali, Marzouk reprend ses études et ses activités militantes au sein d'une Union générale des étudiants de Tunisie profondément divisée concernant son avenir ; il intègre son bureau exécutif alors que, dans le même temps, il est actif dans le mouvement clandestin de gauche El Amal Ettounsi.

### Carrière politique
À partir de 1989, Marzouk travaille comme coordinateur pour l'Organisation arabe des droits humains. Après avoir rompu avec l'extrême gauche en 1992, il rejoint l'ONG El Taller spécialisée dans le renforcement des sociétés civiles. Au début des années 2000, il coordonne un programme de développement pour le Bureau international du travail. En 2002, il intègre l'organisation Freedom House comme directeur régional MENA et se spécialise dans l'étude des processus de changement politiques et des transitions démocratiques. En 2008, il s'installe à Doha où il participe à la création de la Fondation arabe pour la démocratie, dont il devient secrétaire général, préside la commission exécutive du centre de formation Al Kawakibi — où il organise des ateliers de formation en matière de transition démocratique avec Chawki Tabib, Nedir Ben Yedder et Kamel Jendoubi — et devient membre du International Steering Committee de la Communauté des démocraties.

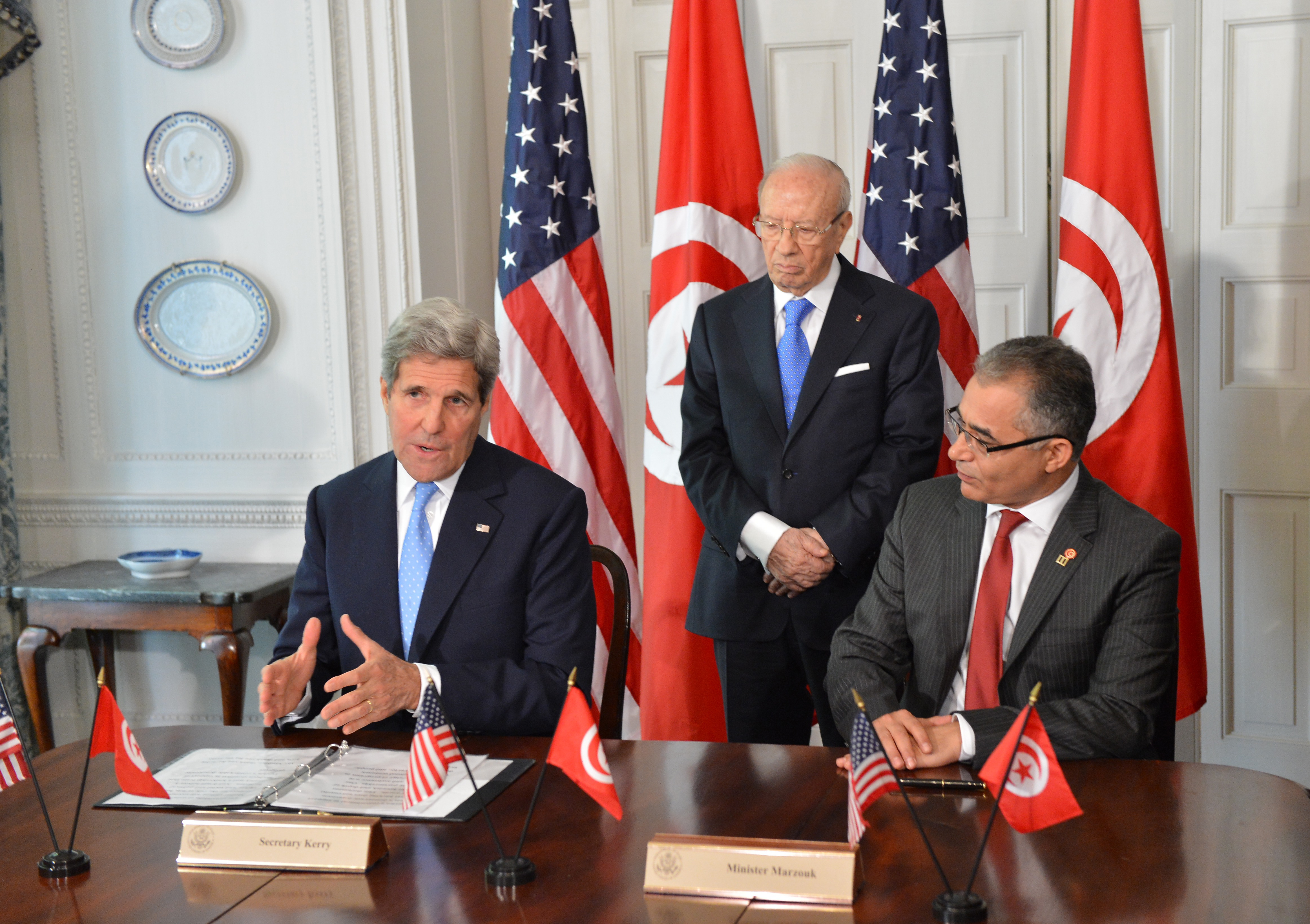
De gauche à droite : John Kerry, Béji Caïd Essebsi et Mohsen Marzouk, le 20 mai 2015.

Rentré en Tunisie dans la foulée de la révolution de 2011, il devient membre de la Haute instance pour la réalisation des objectifs de la révolution, de la réforme politique et de la transition démocratique. Après avoir rencontré Béji Caïd Essebsi, tout juste nommé chef du gouvernement intérimaire, il figure parmi les fondateurs de son parti, Nidaa Tounes, devenant membre de son comité constitutif et de son comité exécutif chargé des relations extérieures. Chef de campagne de Caïd Essebsi dans la perspective de l'élection présidentielle de 2014, il annonce la victoire de son candidat à l'issue du second tour le 21 décembre, indiquant que les Tunisiens étaient en train de tourner la page de la période transitoire et que la Tunisie était désormais une démocratie stable. Nommé ministre-conseiller politique au cabinet du nouveau président de la République le 1er janvier 2015, il en démissionne le 1er juillet. Le 17 juin 2015, il est décoré des insignes de grand officier de l'Ordre de la République tunisienne.
En parallèle, il est désigné le 13 mai 2015 comme secrétaire général de Nidaa Tounes en remplacement de Taïeb Baccouche, sa faction au sein du parti soutenant un gouvernement plus séculier. Toutefois, il démissionne en décembre de la même année, victime de manœuvres de ses rivaux Hafedh Caïd Essebsi (fils du président) et Ridha Belhaj (directeur du cabinet présidentiel), et annonce la création future d'un nouveau parti.
Le 2 mars 2016, il annonce le lancement de son nouveau parti, Machrouu Tounes ; celui-ci annonce le 20 mars sa charte constitutive. Le 25 juillet, Marzouk est élu secrétaire général du parti sans opposition. Le 14 avril 2019, son titre devient celui de président lors de la réunion du comité central du parti.
Le 13 septembre 2019, candidat à l'élection présidentielle, il se retire au profit d'Abdelkrim Zbidi.

### Controverses fiscales
En avril 2016, les Panama Papers montrent un échange effectué entre Mohsen Marzouk et le cabinet d'avocats panaméen Mossack Fonseca.
En octobre 2021, son nom est cité dans les Pandora Papers.

## Publications
- (en) Mohsen Marzouk, « The Associative Phenomenon in the Arab World: Engine of Democratisation or Witness to the Crisis? », dans David Hulme et Michael Edwards, NGOs, States and Donors. Too Close for Comfort?, New York, Palgrave Macmillan, 1997 (ISBN 978-0312161910).